# İlham Tanui Özbilen
İlham Tanui Özbilen (ur. 5 marca 1990) – turecki lekkoatleta, pochodzący z Kenii, który specjalizuje się w biegu na 1500 metrów.
Urodził się w Kenii jako William Biwott Tanui i do połowy 2011 roku reprezentował swoją ojczyznę m.in. ustanawiając w 2009 rekord świata juniorów w biegu na milę (3:49,29) oraz rekord świata w sztafecie 4 × 1500 metrów (14:36,23). Od drugiej połowy 2011 broni barw tureckich – w pierwszych miesiącach po przyjęciu obywatelstwa Turcji kilka razy poprawiał rekordy kraju w biegu na 1500 metrów. Międzynarodowe Stowarzyszenie Federacji Lekkoatletycznych IAAF skróciło mu okres karencji związanej ze zmianą obywatelstwa (trwającą do połowy 2013) i pozwoliło na start w marcu 2012 w halowych mistrzostwach świata w Stambule – podczas tej imprezy zawodnik zdobył srebrny medal. Finalista mistrzostw Europy i igrzysk olimpijskich (2012). W 2013 zdobył srebro halowych mistrzostw Europy oraz dwukrotnie stawał na najwyższym stopniu podium igrzysk śródziemnomorskich (również w biegu na 800 metrów). Czwarty zawodnik halowych mistrzostw świata w Sopocie (2014).
Okazjonalnie startuje m.in. w biegu na 3000 metrów – na tym dystansie zdobył w 2012 brązowy medal halowych mistrzostw Bałkanów. 
Rekordy życiowe w biegu na 1500 metrów: stadion – 3:31,30 (19 lipca 2013, Monako); hala – 3:34,76 (12 lutego 2012, Karlsruhe). Rezultaty biegacza są rekordami Turcji, Özbilen  jest także rekordzistą Turcji w biegu na 800 metrów (1:44,00 w 2013).

## Osiągnięcia
| Rok  | Impreza                                 | Miejsce         | Konkurencja          | Pozycja     | Wynik   |
| ---- | --------------------------------------- | --------------- | -------------------- | ----------- | ------- |
| 2009 | Światowy finał lekkoatletyczny IAAF     | Saloniki        | bieg na 1500 metrów  | 1. miejsce  | 3:35,04 |
| 2012 | Halowe mistrzostwa świata               | Stambuł         | bieg na 1500 metrów  | 2. miejsce  | 3:45,35 |
| 2012 | Mistrzostwa Europy                      | Helsinki        | bieg na 1500 metrów  | 6. miejsce  | 3:46,85 |
| 2012 | Igrzyska olimpijskie                    | Londyn          | bieg na 1500 metrów  | 8. miejsce  | 3:36,72 |
| 2013 | Halowe mistrzostwa krajów bałkańskich   | Stambuł         | bieg na 1500 metrów  | 1. miejsce  | 3:37,49 |
| 2013 | Halowe mistrzostwa Europy               | Göteborg        | bieg na 1500 metrów  | 2. miejsce  | 3:37,22 |
| 2013 | Superliga drużynowych mistrzostw Europy | Gateshead       | bieg na 1500 metrów  | 1. miejsce  | 3:38,57 |
| 2013 | Igrzyska śródziemnomorskie              | Mersin          | bieg na 1500 metrów  | 1. miejsce  | 3:35,09 |
| 2013 | Mistrzostwa świata                      | Moskwa          | bieg na 1500 metrów  | półfinał    | 3:37,07 |
| 2013 | Igrzyska solidarności islamskiej        | Palembang       | bieg na 1500 metrów  | 1. miejsce  | 3:39,69 |
| 2014 | Halowe mistrzostwa świata               | Sopot           | bieg na 1500 metrów  | 4. miejsce  | 3:39,10 |
| 2014 | Mistrzostwa Europy                      | Zurych          | bieg na 1500 metrów  | eliminacje  | 3:40,09 |
| 2015 | Halowe mistrzostwa Europy               | Praga           | bieg na 1500 metrów  | 2. miejsce  | 3:37,74 |
| 2015 | I liga drużynowych mistrzostw Europy    | Heraklion       | bieg na 1500 metrów  | 1. miejsce  | 3:38,03 |
| 2015 | Mistrzostwa świata                      | Pekin           | bieg na 1500 metrów  | półfinał    | 3:45,70 |
| 2016 | Igrzyska olimpijskie                    | Rio de Janeiro  | bieg na 1500 metrów  | eliminacje  | 3:49,02 |
| 2018 | Igrzyska śródziemnomorskie              | Tarragona       | bieg na 1500 metrów  | 11. miejsce | 3:48,27 |
| 2024 | Mistrzostwa Europy                      | Rzym            | półmaraton           | 35. miejsce | 1:04:42 |
| 2024 | Mistrzostwa Europy                      | Rzym            | półmaraton drużynowo | –           | DNF     |
| 2025 | Mistrzostwa Europy w biegach ulicznych  | Bruksela/Leuven | maraton              | 6. miejsce  | 2:10:26 |
| 2025 | Mistrzostwa Europy w biegach ulicznych  | Bruksela/Leuven | maraton drużynowo    | 2. miejsce  | 6:39:17 |